# Sociologia de la ciència
Tradicionalment la sociologia de la ciència estudia la ciència com a institució social, on els seus membres (els científics) actuen sota unes pautes determinades. Per una banda, centra el seu estudi en els valors, regles i pautes de comportament que organitzen l'acció individuals i col·lectiva de la comunitat científica. Per altra banda, s'interessa per les relacions que pot establir la ciència amb altres institucions socials, com l'estat, l'exèrcit o la indústria.

## Inicis: Merton i les normes de la institució científica
Amb els treballs del sociòleg funcionalista Robert K. Merton (Philadelphia, 1910 – New York, 2003) de la Universitat de Colúmbia comença pròpiament la sociologia de la ciència als anys quaranta del segle xx. Ell i els seus seguidors es van centrar a indagar els trets que definien la ciència com una institució social,  i d'una sèrie de qüestions vinculades: procés històric, pautes de la seva estructura social, dinàmica dels col·lectius que la fan funcionar, les carreres professionals que es desenvolupen en el seu si, etc. (Torres, 1994).
Aquest sociòleg no es qüestiona epistemològicament les teories i lleis científiques vigents, sinó que el focus dels seus treballs és la identificació del factors propis de l'activitat científica que han permès la configuració interna de la ciència com una institució social, i que garanteixen la seva vigència al llarg del temps. En els seus primers articles (Merton 1977), defineix una explicació normativa basada en valors morals, en la línia del funcionalisme clàssic de Talcott Parsons (1989), els quals conformen l'ethos científic. És a dir, el conjunt de normes que guien la conducta dels membres de la institució científica, que, segons Merton, tenen un caràcter imperatiu i obligatori, donat que asseguren el progrés del coneixement científic i garanteixen el funcionament correcte i la vigència social de la institució científica. (Aibar, 2010).
Merton identifica l'universalisme, el comunisme, el desinterès i l'escepticisme organitzat com els quatre elements constitutius de l'ethos científic, els quals són descrits per John Ziman de la següent manera (Ziman, 2003):
- Universalisme: No existeixen fonts privilegiades de coneixement. Per tant, no es poden rebutjar contribucions científiques per raó de raça, nacionalitat, gènere o algun altre criteri irrellevant.
- Comunisme: La ciència és coneixement públic i lliure; és a dir, a disposició de tothom.
- Desinterès: La ciència es cultiva per la ciència.
- Escepticisme organitzat: Els científics no accepten res amb els ulls tancats. És a dir, els resultats científics sempre són revisables en funció de nous coneixements.

Posteriorment, Merton identifica dos elements de menor pes en l'ethos científic: la humilitat i l'originalitat, que es complementa amb la introducció d'una variant basada en la teoria social de l'intercanvi (Merton, 1977). Merton arriba a la conclusió que la ciència com a institució social s'estructura a partir d'un sistema d'intercanvi fonamentat en la concessió de recompenses a canvi d'informació, que els col·legues estimen valuosa i original. Recompenses que a nivell informal es troben en el reconeixement dels col·legues, però, també, en els mecanismes formals d'assignació de recursos econòmics i distincions.

## Crítiques a l'ethoscientífic mertonià
Aquesta configuració de l'ethos científic mertonià ha estat analitzada críticament per diversos autors a la dècada dels setanta, els quals posen de manifest la seva inadequació empírica. Pel que respecta a la dimensió normativa, Ian Mitroff (1974) afirma que si la ciència no estigués fonamentada en el secret, almenys en certes fases, no existiria tal com avui es coneix, de la mateixa manera que tampoc hagués arribat a l'actual grau de desenvolupament si es basés exclusivament en l'universalisme, el desinterès o l'escepticisme organitzat. Mentre que, Bernard Barber (1979) considera que, per causes tant internes com externes a la pròpia configuració de l'activitat científica, aquesta es configura de forma similar a les pautes i valors dominants de la societat en la que la ciència s'ubica, i que els valors definits per Merton pertanyien a l'ethos de la ciència del segle xviii i XIX. Per a Barber, doncs, a la segona meitat del segle xx, la ciència s'organitza més des de l'egoisme i els interessos creats que pels valors que estableix Merton. També, Bruno Latour i Steve Woolgar (1979) opinen que Merton entén el sistema d'intercanvi i recompensa des d'un punt de vista de les economies precapitalistes, amb la qual cosa obvia els interessos competitius i maximitzadors dels científics tant a nivell de la ciència, com de la mateixa societat contemporània.
Per altra banda, Harriet Zuckerman (1977) defensa la tesi normativa mertoniana, però introdueix la proposta de què existeix una diferència fonamental entre la fase privada i la pública,  aprofundint en l'estratificació social de la institució científica i en la seva desigualtat social. Per exemple, identifica el que posteriorment Merton denomina “l'efecte Mateu”, el qual s'entén com l'acumulació de reconeixement a determinats científics i la negació d'aquest a altres que encara no s'han distingit.

## Evolució
Amb l'obra L'estructura de les revolucions científiques (1962) de Thomas Kuhn (Cincinnati, 1922 – Cambridge, 1996) la sociologia es va focalitzar en altres aspectes de l'activitat científica relacionats amb el coneixement i l'epistemologia, produint-se un gir cap a la sociologia del coneixement durant els anys 1970 i 1980.
Nogensmenys, l'expansió de la ciència i l'augment del protagonisme de la I+D (investigació i desenvolupament) per al desenvolupament econòmic de les nacions ha produït un nou auge a la perspectiva institucionalista de la sociologia de la ciència, a nivell de l'anàlisi de la rellevància que tenen factors externs a la ciència, de tipus social, polític, industrial o econòmic, per al seu funcionament (Medina, 1982), amb la incorporació de nous enfocaments desenvolupats pels estudis de ciència tecnologia i societat (CTS),  i ampliar, així, els estudis empírics a problemes d'investigació que resulten fonamentals per a entendre la situació de la I+D i les seves interaccions amb la innovació en el món contemporani (Fernández i Albero, 2009).